# دراغان هولكر
دراغان هولكر (بالصربية: Драган Холцер)‏، (مواليد 19 يناير 1945 - 23 سبتمبر 2015)، لاعب كرة قدم يوغسلافي سابق.
لعب مع منتخب يوغسلافيا لكرة القدم.

## المسيرة الاحترافية

### أندية لعب لها
- هايدوك سبليت
- نادي شتوتغارت
- نادي شالكه 04

## روابط خارجية
- دراغان هولكر على موقع الاتحاد الدولي (مؤرشف)  (الإنجليزية)
- دراغان هولكر على موقع قاعدة بيانات كرة القدم.إي يو (الإنجليزية)
- دراغان هولكر على موقع بيانات كرة القدم. دي إي (الألمانية)
- دراغان هولكر على موقع ناشيونال فوتبول تيمز (الإنجليزية)
- دراغان هولكر على موقع Soccerway.com (الإنجليزية)
- دراغان هولكر على موقع عالم كرة القدم.نت (الإنجليزية)